# .ma
.ma és el domini territorial de primer nivell (ccTLD) del Marroc. Tant el .ma com el .co.ma només poden ser registrats per individuals o empreses del Marroc. A més, existeixen altres restriccions per a dominis de segon nivell com ara .net.ma o .gov.ma.

## Història
El 1993, la Internet Assigned Numbers Authority (IANA) aprovà la petició d'administració i suport tècnic del domini .ma a l'Ecole Mohammadia d'Ingénieurs de Rabat.
El 1995, Maroc Telecom passà a encarregar-se de la gestió i manteniment del domini.
El 12 de maig del 2006, la IANA va designar la ANRT (Agence Nationale de Réglementation des Télécommunications) com l'únic registrador oficial del ccTLD .ma, que es faria càrrec de la gestió tècnica i administrativa del domini.

## Estadístiques
- Hosts totals del .ma: 36.669 (04/10/2010)[2]
- Nombre total d'usuaris d'Internet al Marroc: 7.300.000 (2006)[3]
- Nombre total de connexions d'ADSL al Marroc: 550.000 (2007)[4]

## Dominis de segon nivell
Els dominis de segon nivell disponibles són:
- .ma: Ús general
- net.ma: Proveïdors d'internet
- ac.ma: Institucions educatives
- org.ma: Organitzacions
- gov.ma: Entitats governamentals
- press.ma: Premsa i altres publicacions
- co.ma: Comerços